# Platypalpus hackmani
Platypalpus hackmani är en tvåvingeart som beskrevs av Chvala 1972. Platypalpus hackmani ingår i släktet Platypalpus och familjen puckeldansflugor. Arten är reproducerande i Sverige. Inga underarter finns listade i Catalogue of Life.